# Anton von Graffenried (I.)

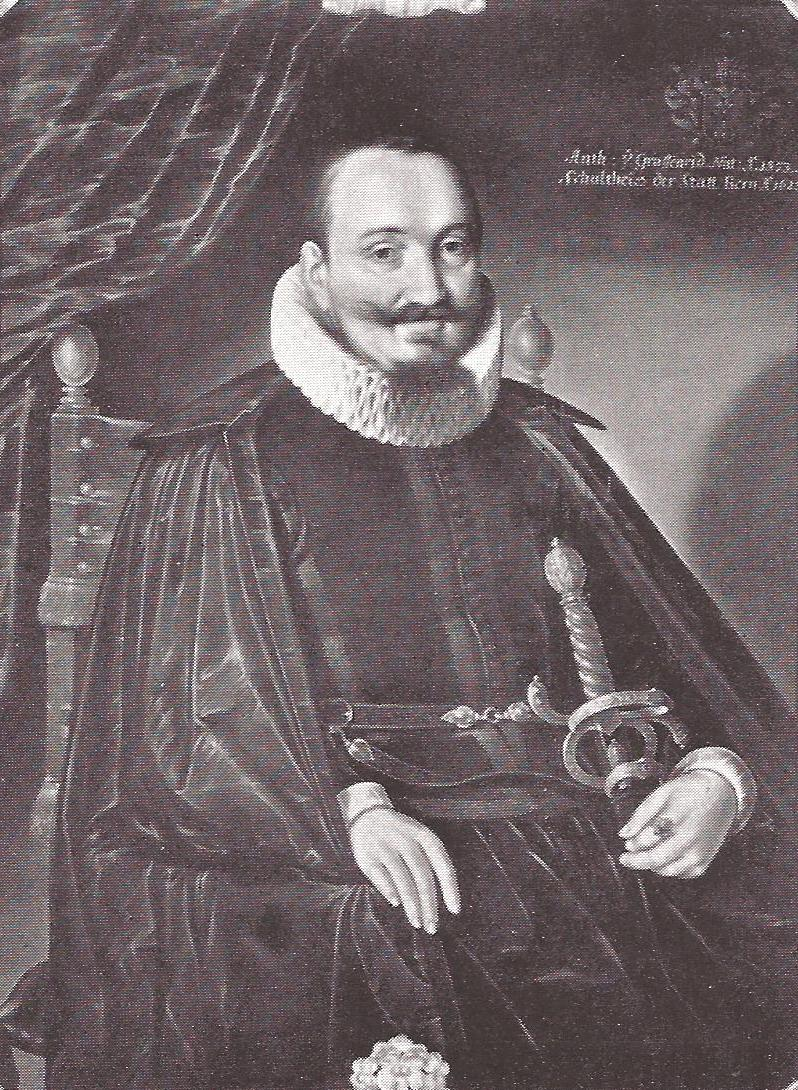
Anton von Graffenried (I.).

Anton von Graffenried (I.) (get. 30. August 1573 in Aarwangen; † August 1628) war Schultheiss der Stadt Bern.
Anton von Graffenried war der Sohn Venners Anton von Graffenried. Er heiratete 1596 Barbara Elisabeth Zehender. Er war ab 1599 Grossrat, in den Jahren 1605 bis 1611 Kastlan von Saanen, ab 1611 des Kleinen Rats, 1613 Venner zu Pfistern, und in den Jahren 1614 bis 1623 Deutschseckelmeister sowie ab 1623 Schultheiss von Bern. Anton von Graffenried war Herr von Muhleren.